# Ryszard Matuszewski (jogin)
Ryszard Zenon Matuszewski, Aćarja Lalit Mohan G.K. (ur. 7 lutego 1962 w Człuchowie) – przywódca Bractwa Zakonnego Himavanti, były lider Zachodniego Zakonu Sufi.
Utworzył własny nurt religijny czerpiący z elementów sufizmu indyjskiego, reiki, śiwaizmu, medytacji, mistyki judeo-chrześcijańskiej oraz psychotroniki. Uważa siebie za wtajemniczonego w kilkanaście ważniejszych systemów indyjskiej jogi oraz tantry; twierdzi, że główne nauki pobierał u nauczycieli śiwaizmu kaszmirskiego.

## Życiorys
W szkole podstawowej zaczął ćwiczyć jogę; w liceum – aikido. Porzucając studia, nawiązał kontakty z organizacjami propagującymi wschodnią kulturę i wierzenia. W 1994 założył własną grupę religijną „Bractwo Zakonne Himavanti” i ogłosił się prorokiem. Rok później próbował bez powodzenia zarejestrować założony przez siebie związek wyznaniowy. W 2002 współpracował z Romanem Kotlińskim, przystąpił do partii Racja i został szefem śląskich struktur tej partii. Po krótkim okresie współpracy został wyrzucony z partii.

## Zarzuty i wyroki
W 1997, pod wpływem krytyki ze strony Kościoła, wysłał listy z pogróżkami do przeora Jasnej Góry, za co został skazany na półtora roku więzienia w zawieszeniu na trzy lata. Wkrótce trafił do szpitala psychiatrycznego, gdzie stwierdzono u niego niepoczytalność. Zdaniem zwolenników Matuszewskiego nie był on autorem powyższych listów. W 2002 został aresztowany pod zarzutem przygotowywania zamachu na papieża.
We wrześniu 2003 Matuszewski i dwie jego współwyznawczynie (Anna W.-S. oraz Irena Barcz) zostali oskarżeni o napad na byłą członkinię Bractwa Zakonnego Himavanti. Napastnicy zabrali jej obrączkę i telefon komórkowy. Zdaniem śledczych „Mohan” próbował także wymusić podpis na fałszywym przyznaniu się do długu. Wyrok w tej sprawie zapadł w 2005. Podczas pobytu w areszcie kilka razy obraził bydgoskich prokuratorów i sędziów. Irena Barcz była poszukiwana listem gończym. Znaleziono ją w Wielkiej Brytanii pod koniec 2009.
Osoby, które odeszły ze zgromadzenia Ryszarda Matuszewskiego, zdaniem niektórych były systematycznie zastraszane przez dawnego nauczyciela.
Na wydanej w 2001 płycie zespołu Kury 100 lat undergroundu ukazał się broniąca Matuszewskiego piosenka „Wypuśćcie Ryśka Matuszewskiego”. Po pewnym czasie autor utworu, Tymon Tymański, dystansował się od niego, określając okazanie przez siebie poparcia jako pomyłkę.